# 바떠현
바떠현(베트남어: Huyện Ba Tơ / 縣波澌)은 베트남 남중부 지방 꽝응아이성의 현이다.

## 행정 구역
바떠현은 1시진, 18사를 관할하고 있다.

### 시진
- 바트 시진 (Thị trấn Ba Tơ, 波澌市鎭)

### 사
- 바빅 사 (Xã Ba Bích, 波璧社)
- 바꿍 사 (Xã Ba Cung, 波恭社)
- 바디엔사 (Xã Ba Điền, 波田社)
- 바딘사 (Xã Ba Dinh, 波營社)
- 바동사 (Xã Ba Động, 波洞社)
- 바장사 (Xã Ba Giang, 波江社)
- 바컴사 (Xã Ba Khâm, 波欽社)
- 바레사 (Xã Ba Lế, 波黎社)
- 바리엔사 (Xã Ba Liên, 波連社)
- 바남사 (Xã Ba Nam, 波南社)
- 바응악사 (Xã Ba Ngạc, 波鄂社)
- 바타인사 (Xã Ba Thành, 波城社)
- 바쩨우사 (Xã Ba Tiêu, 波標社)
- 바토사 (Xã Ba Tô, 波蘇社)
- 바짱사 (Xã Ba Trang, 波莊社)
- 바비사 (Xã Ba Vì, 波位社)
- 바빈사 (Xã Ba Vinh, 波榮社)
- 바싸사 (Xã Ba Xa, 波車社)